# Vztyčování vlajky na Iwodžimě

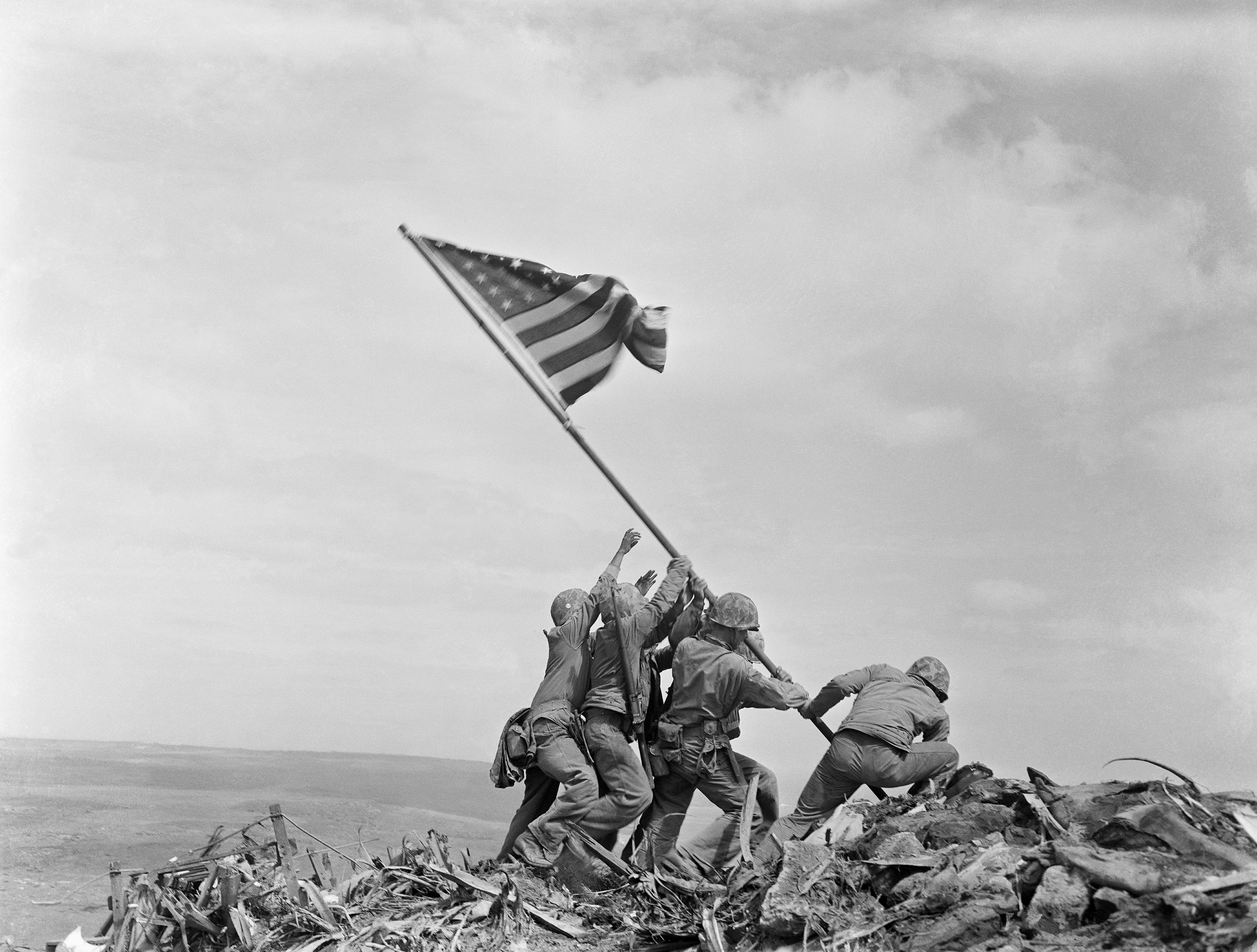
Vztyčování vlajky na Iwodžimě, fotografie Joea Rosenthala z Associated Press

Vztyčování vlajky na Iwodžimě (anglicky Raising the Flag on Iwo Jima) je ikonická fotografie šesti příslušníků námořní pěchoty Spojených států, kterak během bitvy o Iwodžimu vztyčují americkou vlajku na vrcholu hory Suribači. Fotografie, kterou dne 23. února 1945 pořídil Joe Rosenthal z Associated Press, se poprvé objevila v nedělních novinách o dva dny později, aby se v následujících dobách dočkala opětovného uvedení v tisících tiskovin. Stala se jedinou fotografií, oceněnou Pulitzerovou cenou za fotografii ve stejném roce, kdy byla poprvé publikována. Fotografie se ve Spojených státech stala jedním z nejvýznamnějších a nejznámějších obrazů druhé světové války. Posloužila jako předloha pro památník americké námořní pěchoty, odhalený v roce 1954 a věnovaný připomínce všech námořních pěšáků padlých v boji od roku 1775. Památník, zhotovený Felixem de Weldonem, se nachází u Arlingtonského národního hřbitova.
Zachycené vztyčení vlajky proběhlo brzy odpoledne, poté, co byl toho rána dobyt vrchol hory a na něm umístěna první, menší vlajka. Tři ze šesti vojáků na fotografii - seržant Michael Strank, desátník Harlon Block a vojín první třídy Franklin Sousley - později během bitvy zahynuli; Block byl do ledna 1947 identifikován jako seržant Hank Hansen a Sousley byl identifikován jako zdravotník (PhM2c.) John Bradley až do června 2016. Dalšími třemi námořními pěšáky na fotografii byli desátníci (tehdy vojíni - Private First Class) Ira Hayes, Harold Schultz a Harold Keller; Schultz byl do června 2016 zaměňován za Sousleyho a Keller do října 2019 považován za Rene Gagnona. Během iwodžimské bitvy všichni muži sloužili v řadách 5. divize námořní pěchoty (5th Marine Division).
Associated Press uvolnil tuto fotografii jako public domain.